# Alan Gowen
Alan Gowen (19 de agosto de 1947, North Hampstead, Londres - 17 de mayo de 1981) fue un teclista de rock progresivo y jazz rock, conocido sobre todo por su labor en los grupos Gilgamesh y National Health. 
Gowen comenzó su carrera en el grupo Assagai, en 1971. En 1972, fundó la banda Sunship junto al percusionista Jamie Muir, el bajista Laurie Baker, el saxofonista Lyn Dobson y el guitarrista Allan Holdsworth. Ninguna de estas bandas llegó a grabar discos.
En 1973 formó la banda Gilgamesh e inició una colaboración con Hatfield and the North. En 1975 inició un nuevo grupo, National Health, con Dave Stewart, teclista de Hatfield and the north. 
En 1977 abandonó National Health. En 1978 fundó Soft Heap, junto a dos veteranos de Soft Machine (el bajista Hugh Hopper y el saxofonista Elton Dean) y el batería Pip Pyle. La banda realizó una gira durante el verano de 1978, con el batería Dave Sheen ocupando el puesto de Pyle. Gowen participó también ese año en un nuevo disco de Gilgamesh. 
Durante 1979 y 1980, Gowen regresó a National Health y siguió trabajando con Soft Heap. En 1980 edita, en colaboración con Hugh Hopper, Two Rainbows Daily, un disco instrumental grabado íntegramente con bajo y teclados. El último disco que grabó fue Before a Word is Said (1981), antes de morir de leucemia en 1981. 

## Discografía

### Como intérprete
| Grabación | Álbum                                | Banda                                                      | Lanzamiento |
| --------- | ------------------------------------ | ---------------------------------------------------------- | ----------- |
| 1973-75   | Arriving Twice                       | Gilgamesh                                                  | 2000        |
| 1975      | Gilgamesh                            | Gilgamesh                                                  | 1975        |
| 1975-76   | Missing Pieces                       | National Health                                            | 1996        |
| 1977      | National Health                      | National Health                                            | 1977        |
| 1978      | Rogue Element                        | Soft Head                                                  | 1978        |
| 1978      | Another Fine Tune You've Got Me Into | Gilgamesh                                                  | 1978        |
| 1978      | Al Dente [en vivo]                   | Soft Heap                                                  | 2008        |
| 1978      | Soft Heap                            | Soft Heap                                                  | 1979        |
| 1979      | Playtime [en vivo]                   | National Health                                            | 2001        |
| 1980      | Two Rainbows Daily                   | Alan Gowen & Hugh Hopper                                   | 1980        |
| 1980      | Bracknell-Bresse Improvisations      | Alan Gowen & Hugh Hopper                                   | 1983        |
| 1981      | Before A Word Is Said                | Alan Gowen, Phil Miller, Richard Sinclair & Trevor Tomkins | 1982        |

### Como compositor
| Grabación | Álbum        | Banda           | Lanzamiento |
| --------- | ------------ | --------------- | ----------- |
| 1981      | D.S. al Coda | National Health | 1982        |